# 真言宗豊山派

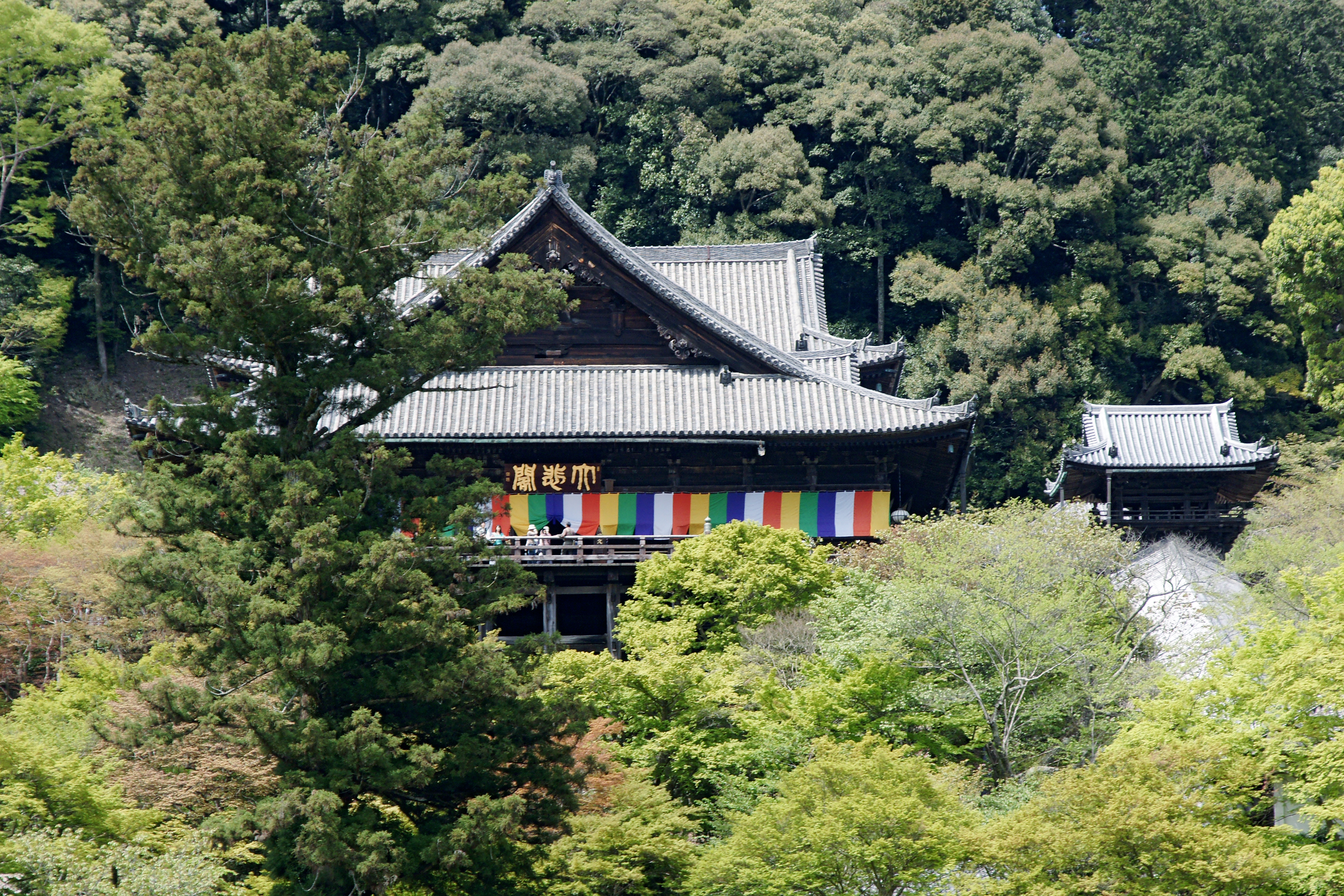
総本山長谷寺 本堂（大悲閣）

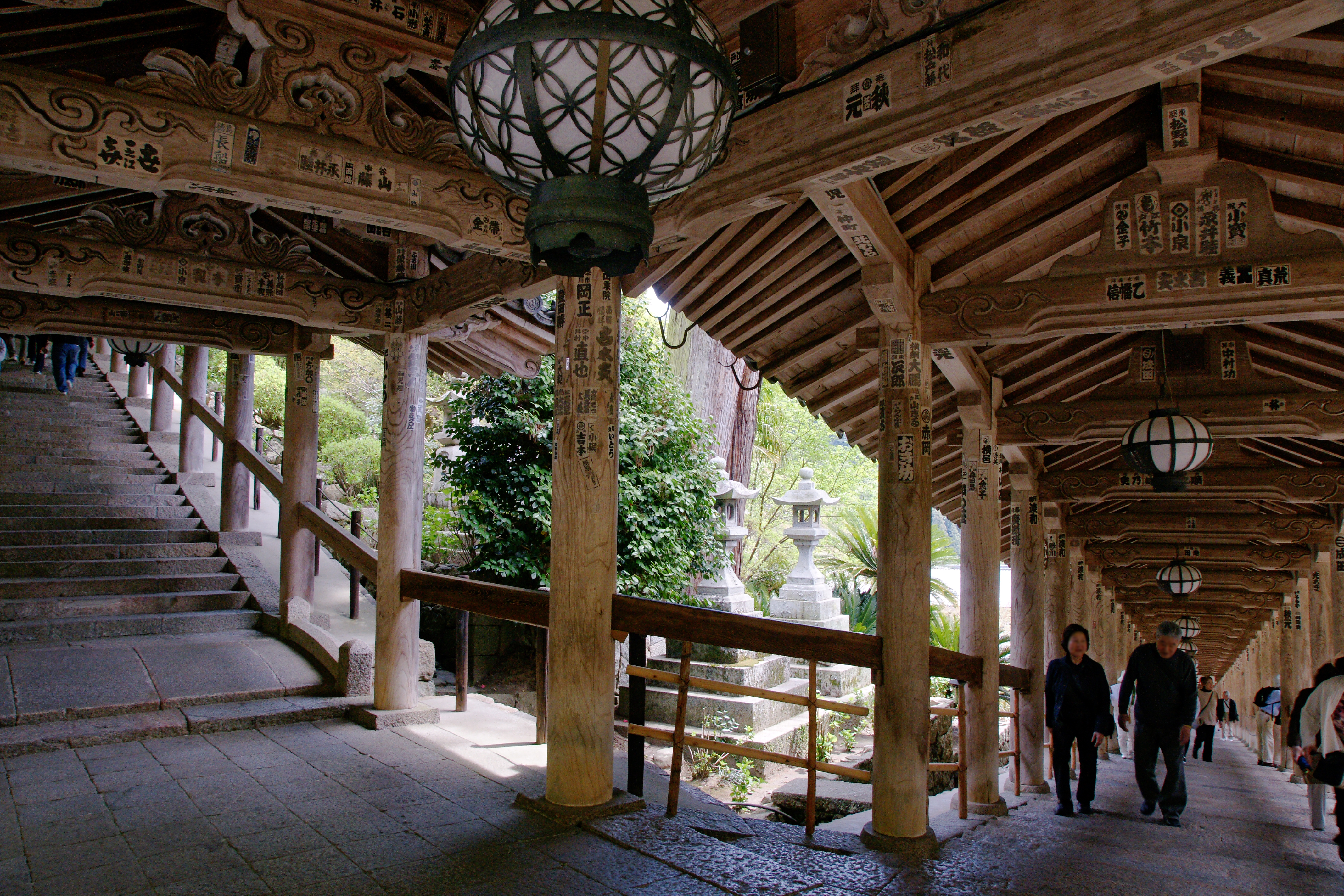
長谷寺の登廊

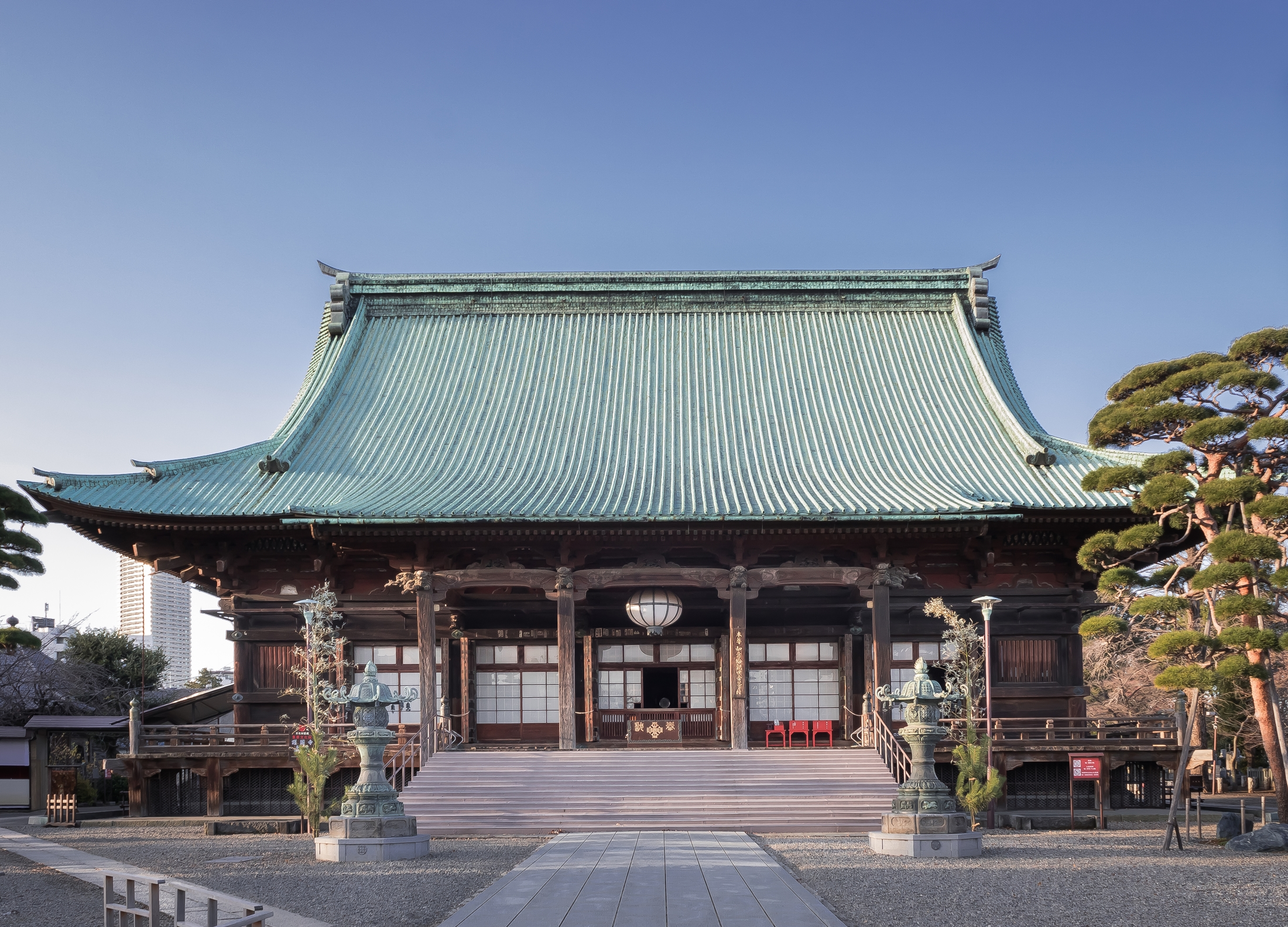
大本山護国寺 本堂

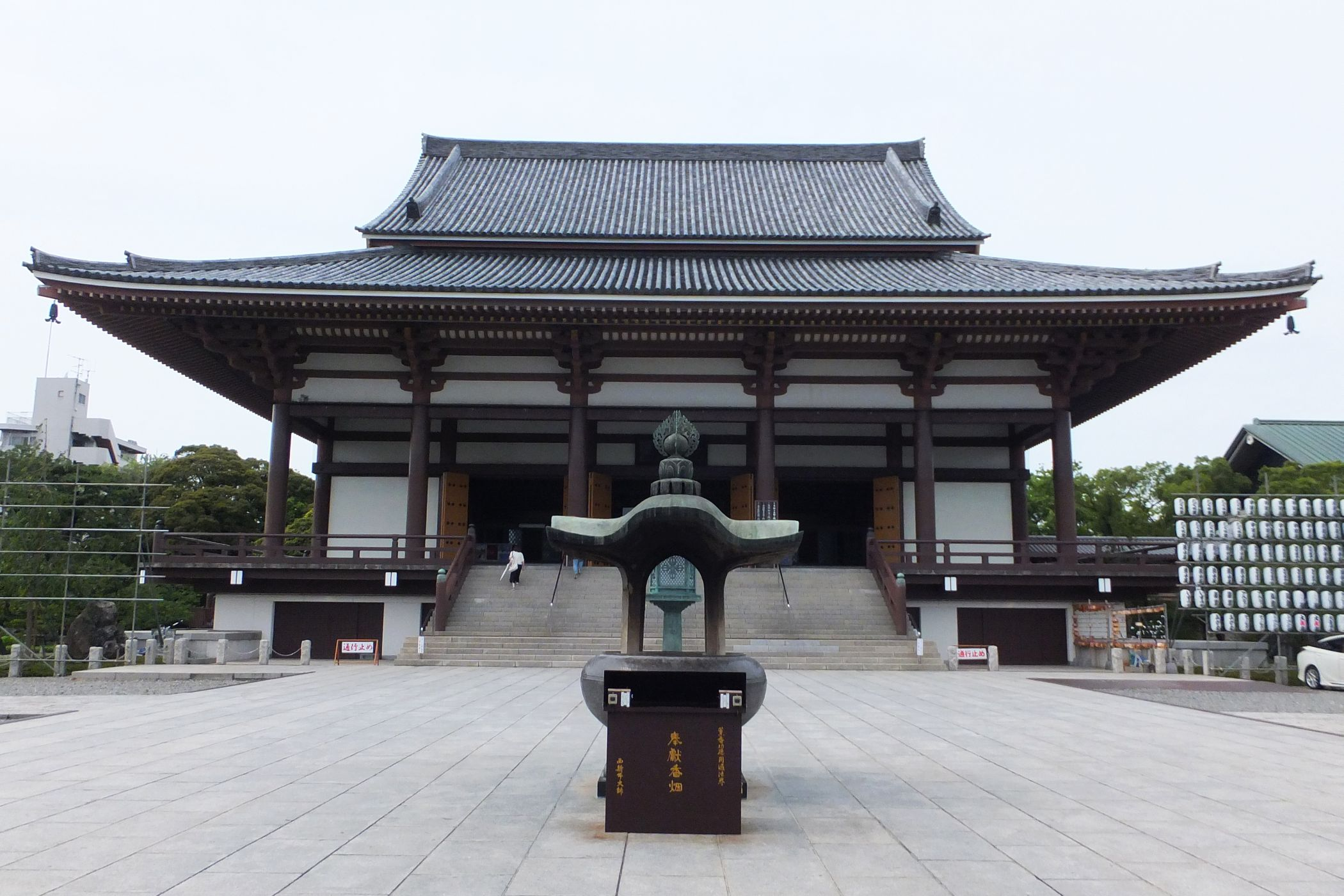
總持寺（西新井大師）本堂

真言宗豊山派（しんごんしゅうぶざんは）は日本の仏教宗派の一つで、新義真言宗の一派。総本山は奈良県桜井市の長谷寺。包括宗教法人名は真言宗豊山派で、東京都文京区大塚五丁目に本部を置く。同派の公称は、全国に約3,000寺、僧侶（教師）数は約5,000人、檀信徒数は200万人。源氏物語や枕草子などにも登場し長谷詣として知られる総本山長谷寺や、東京の大本山護国寺・西新井大師（總持寺）は豊山派の象徴である。
真言宗智山派とは、興教大師覚鑁が創始した新義真言宗という同一宗派であった。豊山派は徳川家との縁も深く、幕府の庇護を受けると共に、大本山護国寺は関東における布教の拠点となった。関東では多くの信者を獲得する一方、真言宗の離合集散の歴史的経緯から中国・九州地方では末寺が1か寺ずつしか存在しない。

## 教義

### 標語
- 『同行二人 お大師様とともに ともしつごう こころのあかり』
- 『開け!心の曼荼羅』

### 本尊
- 大日如来

### 教祖
- 宗祖：弘法大師 空海
- 中興祖：興教大師 覚鑁
- 派祖：専誉僧正

### 根本経典
- 大日経
- 金剛頂経

### 法要で唱えられる経典・真言
- 般若理趣経
- 般若心経
- 観音経
- 光明真言

### 勤行で唱えられる経典・真言等
檀家は朝夕で次の勤行
が求められる。
- 懺悔文
- 三帰
- 三竟
- 十善戒
- 発菩提心真言
- 三昧耶戒真言
- 開経偈
- 般若心経
- 五大願
- 光明真言
- 本尊宝号「南無本尊界会」
- 宗祖宝号「南無大師遍照金剛」
- 中興祖宝号「南無興教大師」
- 派祖宝号「南無専誉僧正」
- 先祖供養
- 回向文

### 機関紙
- 季刊誌「光明」
- 年刊誌「豊山学報」

## 宗紋
- 輪違い紋

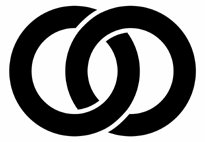
真言宗豊山派 宗紋

二つの輪はそれぞれ大日如来と、その化身である衆生を意味し、二つが一体であることを表現している。他の真言宗各宗派と同様に、五七桐も同時に用いられることがある。

## 僧階
| 階級 | 名称     | 色衣の色 |
| ---- | -------- | -------- |
| 1級  | 大僧正   | 緋色     |
| 2級  | 権大僧正 | 紫色     |
| 3級  | 中僧正   | 紫色     |
| 4級  | 権中僧正 | 紫色     |
| 5級  | 少僧正   | 紫色     |
| 6級  | 権少僧正 | 紫色     |
| 7級  | 大僧都   | 萌黄色   |
| 8級  | 権大僧都 | 萌黄色   |
| 9級  | 中僧都   | 黄色     |
| 10級 | 権中僧都 | 黄色     |
| 11級 | 少僧都   | 黄色     |
| 12級 | 権少僧都 | 黄色     |
| 13級 | 大律師   | 浅黄色   |
| 14級 | 律師     | 浅黄色   |
| 15級 | 権律師   | 浅黄色   |

## 年中行事
| 行事の名称       | 時期             |
| ---------------- | ---------------- |
| 仁王会           | 1月1日～1月7日   |
| 修正会           | 1月1日～1月7日   |
| 仏名会           | 1月8日～1月10日  |
| 星祭             | 1月28日～2月3日  |
| 節分会           | 2月3日           |
| 修二会           | 2月8日～2月14日  |
| 常楽会（涅槃会） | 3月15日          |
| 彼岸会           | 3月17日～3月23日 |
| 釈尊降誕会       | 4月8日           |
| 専誉僧正恩徳会   | 5月5日           |
| 弘法大師誕生会   | 6月15日          |
| 興教大師誕生会   | 6月17日          |
| 盂蘭盆会         | 8月13日～15日    |
| 彼岸会           | 9月20日～26日    |
| 陀羅尼会         | 12月12日         |

## 歴史
真言宗豊山派の歴史は長谷寺の開創に始まる。長谷寺の創建は奈良時代と推定されるが、詳しくは不明である。寺伝によれば、天武朝の朱鳥元年（686年）、道明が初瀬山の西の丘（現在、本長谷寺と呼ばれている場所）に三重塔を建立。神亀4年（727年）には徳道が東の丘（現在の本堂の地）に十一面観音像を祀って開山したとされるが、伝承の域を出ない。
承和14年（847年）12月21日に定額寺に列せられ、天安2年（858年）5月10日に三綱が置かれたことが記され、長谷寺もこの時期に官寺と認定されて別当が設置されたとみられている。
長谷寺は平安時代中期以降、観音霊場として貴族の信仰を集めた。万寿元年（1024年）には藤原道長が参詣しており、中世以降は武士や庶民にも信仰を広めた。
長谷寺は東大寺の末寺であったが、平安時代中期には興福寺の末寺となり、16世紀以降は覚鑁によって興され頼瑜により成道した新義真言宗の流れをくむ寺院となっている。天正16年（1588年）、豊臣秀吉の根来寺攻撃で根来寺を追われた新義真言宗門徒が入山し、同派の僧正専誉により真言宗豊山派が大成される。
明治政府の宗教政策により、他の真言宗宗派と1879年（明治12年）に合同する。しかし、1900年（明治33年）9月、長谷寺を本山とする新義真言宗豊山派として独立する。
1941年（昭和16年）3月、古義真言宗・新義真言宗系の宗派が政府の政策によって合同し、大真言宗が成立する。が、戦後独立し、
1952年（昭和27年）に真言宗豊山派として法人登記を行っている。

### 豊山派からの分離独立
- 真言宗大日派‐ 1951年栃木県足利市の鑁阿寺を根本道場として独立。
- 真言宗室生寺派‐1964年、奈良県宇陀市の室生寺を大本山として独立。

## 宗務所（包括宗教法人本部）

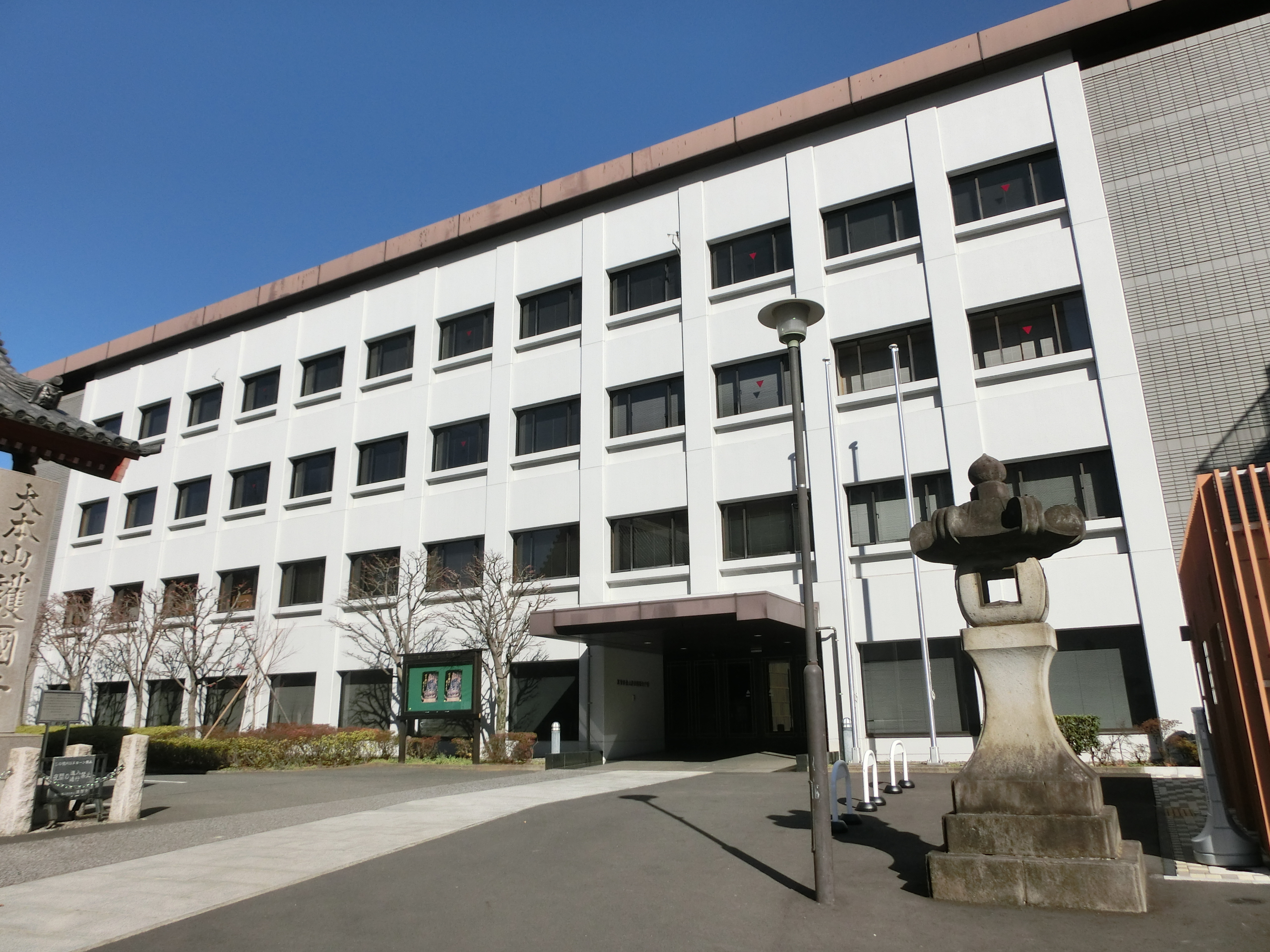
真言宗豊山派宗務所

宗務所は、大本山の護国寺（東京都文京区）内に置かれている。宗務所には総務部・教務部・財務部・教化部が置かれ、宗務総長が事務を統括する。宗務所は、末寺の包括・認証・指導などの事務的な教務の他に、教育・出版・布教研修・教化研修など行う。
- 所在地：〒112-0012 東京都文京区大塚五丁目40番8号

## 寺格（順不同）
総本山
長谷寺（奈良県桜井市）
大本山
護国寺（東京都文京区）

### 各地の主な寺院
| 所在地               | 名称                        | 備考                                                 |
| -------------------- | --------------------------- | ---------------------------------------------------- |
| 北海道小樽市         | 大網山 精周寺               |                                                      |
| 北海道余市郡余市町   | 阿叶山 密巌寺               |                                                      |
| 山形県米沢市         | 八海山 法音寺               |                                                      |
| 山形県鶴岡市         | 湯殿山総本寺 瀧水寺大日坊   |                                                      |
| 福島県福島市         | 瑠璃光山 医王寺             | 奥州三十三観音霊場番外、信夫佐藤一族の菩提寺         |
| 福島県会津若松市     | 伽羅陀山 地蔵院 延命寺      |                                                      |
| 茨城県水戸市         | 倶胝密山 六地蔵寺           |                                                      |
| 茨城県土浦市         | 南明山 清滝寺               | 坂東三十三箇所第二十六番札所                         |
| 茨城県古河市         | 龍見山 舎那院 極楽坊 徳星寺 |                                                      |
| 茨城県常陸太田市     | 妙福山 明音院 佐竹寺        | 坂東三十三箇所第二十二番札所                         |
| 茨城県つくば市       | 筑波山 大御堂               | 護国寺別院、大御堂観音、坂東三十三箇所第二十五番札所 |
| 茨城県桜川市         | 雨引山 楽法寺               | 雨引観音、坂東三十三箇所第二十四番札所               |
| 栃木県芳賀郡益子町   | 独鈷山 西明寺               | 坂東三十三箇所第二十番札所                           |
| 埼玉県久喜市         | 瑠璃山 光明寺               |                                                      |
| 埼玉県八潮市         | 大悲山 普門寺               | 武蔵国三十三観音札所第十九番札所                     |
| 千葉県千葉市稲毛区   | 阿毘盧山 大日寺             |                                                      |
| 千葉県千葉市緑区     | 鈴得山 東光院               |                                                      |
| 千葉県船橋市         | 山野山 正延寺               |                                                      |
| 千葉県木更津市       | 清龍山 長楽寺               |                                                      |
| 千葉県松戸市         | 日暮山 徳蔵院               |                                                      |
| 千葉県柏市           | 紅龍山 東海寺               |                                                      |
| 千葉県香取市         | 妙光山 観福寺               | 関東三大師の一つ                                     |
| 東京都新宿区         | 西光山 自性院               |                                                      |
| 東京都新宿区         | 医光山 瑠璃光院 圓照寺      |                                                      |
| 東京都世田谷区       | 聖王山 法明院 圓泉寺        |                                                      |
| 東京都中野区         | 明王山 聖無動院 宝仙寺      |                                                      |
| 東京都中野区         | 新井薬師 梅照院             |                                                      |
| 東京都杉並区         | 慈雲山荻寺 光明院           |                                                      |
| 東京都豊島区         | 神霊山 金乗院 慈眼寺        | 目白不動尊                                           |
| 東京都北区           | 南照山 寿徳寺               | 新選組近藤勇の菩提寺                                 |
| 東京都足立区         | 五智山 遍照院 總持寺        | 西新井大師、関東三大師の一つ                         |
| 東京都江戸川区       | 本命山 密蔵院               |                                                      |
| 東京都府中市         | 本覚山 妙光院 真如寺        | 多摩四国八十八箇所第二十一番霊場                     |
| 東京都東大和市       | 白部山 慶性院               | 多摩新四国霊場 第四十一番霊場                        |
| 東京都青梅市         | 七国山 薬王寺               | 多摩四国八十八箇所第四十三番霊場                     |
| 長野県長野市         | 龍燈山 清水寺               |                                                      |
| 大阪府八尾市         | 浄源寺                      |                                                      |
| 奈良県大和高田市     | 妙音山 長谷本寺             |                                                      |
| 奈良県桜井市         | 長谷寺 開山坊 法起院        | 西国三十三所番外札所                                 |
| 愛媛県今治市         | 法佛山 遍照院               | 新四国曼陀羅霊場第42番札所                           |
| 愛媛県松山市         | 医王山 浄瑠璃寺             | 四国八十八箇所第四十六番札所                         |
| 愛媛県松山市         | 清滝山 西林寺               | 四国八十八箇所第四十八番札所                         |
| 愛媛県松山市         | 西林山 浄土寺               | 四国八十八箇所第四十九番札所                         |
| 愛媛県松山市         | 東山 瑠璃光院 繁多寺        | 四国八十八箇所第五十番札所                           |
| 愛媛県松山市         | 熊野山 石手寺               | 四国八十八箇所第五十一番札所                         |
| 高知県高知市         | 百々山 善楽寺               | 四国八十八箇所第三十番札所                           |
| 高知県室戸市         | 宝珠山 津照寺               | 四国八十八箇所第二十五番札所                         |
| 香港銅鑼湾           | 香港仏教真言宗居士林        | 国際分寺                                             |
| 米国カリフォルニア州 | 洛杉磯仏学明月居士林        | 国際分寺                                             |
| 米国ワシントン州     | 西雅圖仏学明月居士林        | 国際分寺                                             |

## 歴代総本山長谷寺化主・豊山派管長
豊山派の管長は能化と呼ばれ、長谷寺の化主（貫主）を兼ねる。管長の任期は四年間。次期管長の選任にあたっては、枢機会により管長推戴委員会が約5か月前に召集され決定される。慣例として、枢機会の最高長老職である集議や、宗機顧問を務める者から推薦される。大本山護国寺境内の宗務所（大講堂）にて就任式が行われる。末尾の数字は豊山派管長の歴代。
1. 専誉
2. 性盛
3. 宥義
4. 秀算
5. 尊慶
6. 良誉
7. 信海
8. 快寿
9. 頼意
10. 俊盛
11. 亮汰
12. 尊如
13. 卓玄
14. 英岳
15. 亮貞
16. 尊祐
17. 隆慶
18. 秀慶
19. 信有
20. 尚彦
21. 慧海
22. 慧仁
23. 圭賢
24. 信恕
25. 性海
26. 円秀
27. 快尊
28. 有慶
29. 快運
30. 虚明
31. 懐玄
32. 法住
33. 義貞
34. 元栄
35. 暁慧
36. 盛尊
37. 高隆
38. 即同
39. 唯阿
40. 亮恭
41. 令法
42. 栄山
43. 実掌
44. 栄明
45. 鏡真
46. 信慧
47. 深賢
48. 永雅
49. 通済
50. 宥歓
51. 快識
52. 隆盛
53. 守野秀善
54. 楞厳院秀盛
55. 高志大了
56. 上野相憲
57. 慶雲海量(1)
58. 権田雷斧(2)
59. 平常識(3)
60. 正城全鏡(4)
61. 高城義海(5)
62. 岩堀智道(6)
63. 早川快亮(7)
64. 広瀬賢信(8)
65. 加藤精神(9)
66. 小林正盛
  - 湯沢龍岳(10)
  - 富田斅純(11)
  - 杉本亮誉(12)
67. 浜野堅海
  - 南聖衡(13)
68. 平岡全教(14)
69. 荒木良仙(15)
70. 清水教誉(16)
71. 網代智海(17)
72. 鴇昌清(18)
73. 長岡慶信(19)
74. 平林宥高(20)
75. 鳥居敬誉(21)
76. 川田聖見(22)
77. 築山定誉(23)
78. 小松原賢誉(24)
79. 勝又俊教(25)
80. 中川祐俊(26)
81. 吉田俊誉(27)
82. 浜野堅照(28)
83. 川田聖定(29)
84. 鳥居愼誉(30)
85. 小野塚幾澄(31)
86. 加藤精一(32)
87. 田代弘興(33)
88. 浅井侃雄(34)
89. 川俣海淳(35)

## 教育機関
- 大正大学（東京都豊島区）
- 豊山専修学院（奈良県桜井市）
- 種智院大学（京都府京都市）